# Inger Støjberg
Inger Beinov Støjberg, född 16 mars 1973 i Hjerk i Danmark, är en dansk politiker och journalist, som 2001–2021 var ledamot av Folketinget, invald för Venstre. Hon haft olika ministerposter under Lars Løkke Rasmussens båda perioder som statsminister. Støjberg åtalades i riksrätt för brott som hon begått i ämbetet som invandrings- och integrationsminister, och dömdes till fängelse. Efter avtjänat straff har hon grundat det nya partiet Danmarksdemokraterne, och avser att ställa upp i nästa folketingsval.

## Biografi
Inger Støjberg är uppvuxen i Jylland och är dotter till en lantbrukare i byn Hjerk. Hon har en bakgrund som journalist och redaktör, och var invald i amtsrådet för Viborg amt 1994–2001, innan hon 2001 valdes in som ledamot av Folketinget.
Efter valförlusten 2011, när hon upplevde sig få färre arbetsuppgifter i Folketinget, skrev Støjberg in sig som student vid Aalborg Universitet. Hon genomförde en MBA-utbildning och avlade examen under 2013.
Inger Støjberg var från och med 7 april 2009 Danmarks arbetsmarknadsminister samt jämställdhetsminister i regeringen Lars Løkke Rasmussen I. Posten som jämställdhetsminister övergick dock till Lykke Friis i samband med ministerrockaden den 23 februari 2010. Støjberg var därefter arbetsmarknadsminister till 3 oktober 2011. I regeringen Lars Løkke Rasmussen II var hon utlännings-, integrations- och bostadsminister från 28 juni 2015 till 28 november 2016, då hon vid en regeringsombildning lämnade över bostadsportföljen. Hon fortsatte som utlännings- och integrationsminister fram till 27 juni 2019.

## Politisk gärning

### Invandrings- och integrationspolitik
Inger Støjberg genomförde en åtstramning av flyktingpolitiken kallad Lag 87, som innebär att de asylsökande som har finansiella möjligheter, ska bidra till sin egen försörjning. Hon införde i detta syfte bland annat den uppmärksammade så kallade "smyckeslagen", som ger polisen befogenhet att visitera flyktingar för att säkerställa att medförda värdeföremål tas i anspråk för att bekosta de asylsökandes uppehälle under asylprocessen. Hon har också låtit annonsera i Libanon om att Danmarks bidrag för asylsökande sänkts med 50 procent och att de som fått avslag på sin asylansökan måste lämna landet omedelbart. Dessa åtgärder har förorsakat debatt.
Støjberg menar att Danmark är uppbyggt på frihetsrättigheter som religionsfrihet, yttrandefrihet och jämställdhet och menar att de som förespråkar multikulturalism förhandlar bort dessa värdegrunder samt att imamer i reaktionära moskéer vill förstöra dessa värdegrunder.
Støjberg anser, att de asylsökare, som inte längre utgör flyktingar, ska repatrieras. Med detta markerade hon mot Sveriges asyl- och invandringspolitik.
I maj 2017 kommenterade hon Udlændinge- og Integrationsministeriets beslut om att inreseförbud för sex hatpredikanter, bland dem Salman al-Ouda, Terry Jones och Bilal Philips med att "regeringen inte accepterar att predikanter kommer till Danmark för att predika hat mot det danska samhället".

### Støjberginstruksen och åtal i riksrätt
2016 gav Støjberg instruktioner (danska: instruks) om att sära på gifta asylsökande där den ena var minderårig. Folketingets ombudsman har dömt ut denna åtgärd som olaglig och i strid med internationella konventioner. Instrukskommissionen har konstaterat att hon upprepade gånger gett osanna och vilseledande uppgifter i saken till Folketinget.
Partiordföranden Jakob Ellemann-Jensen förklarade i december 2020 att Venstre skulle stödja en riksrättsprocess mot Støjberg om det visar sig finnas grund för en sådan. Sedan Støjberg offentligt förklarat sig oenig med denna linje fick hon till slut avgå som vice partiordförande på uppmaning av partiets verkställande utskott.
Den 2 februari 2021 beslutade Folketinget att väcka åtal i riksrätt mot Støjberg för överträdelse av § 5 stycke 1 i dansk lag nr 117 av den 15 april 1964 om ministrars ansvar. Støjberg anklagades för att ha verkställt och upprätthållit en förvaltningsåtgärd som strider mot Europeiska konventionen om mänskliga rättigheter artikel 8 och allmänna förvaltningsrättsliga grundsatser om saklig förvaltning, krav på diskretionärt agerande, och proportionalitetsprinciper samt konventionens och förvaltningsrättens krav på att avgöra varje fall på konkreta underlag och med hörande av parterna och vissa andra rättsregler. Den 13 december 2021 dömdes Støjberg till 60 dagars ovillkorligt fängelse. Det var den sjätte riksrätten sedan Danmark införde institutet 1849.

### Danmarksdemokraterne
Den 23 juni 2022 meddelade Støjberg att hon grundat partiet Danmarksdemokraterne. Tillkännagivandet gjordes i en jylländsk lokaltidning, Skive Folkeblad.
Formellt heter partiföreningen Danmarksdemokraterne − Inger Støjberg, vilket är det namn som godkänts av valmyndigheten (danska: Valgnævnet). På en dryg vecka lyckades partiet samla in tillräckligt många namnunderskrifter från danska väljare för att kvalificera sig för att ställa upp i nästa folketingsval.
Sommaren 2022 offentliggjorde partiet en lista med 30 folketingskandidater, varar 25 hämtats från Dansk Folkeparti, Venstre och Konservative. Samtidigt meddelades att Dansk Folkepartis gruppledare i Folketinget gått över till Danmarksdemokraterne, tätt följd av ytterligare sju folketingsledamöter. Därmed är Støjberg redo, oavsett om statsministern utlyser nyval eller om valperioden får löpa till 4 juni 2023.
Inger Støjberg beskriver partiet som ett borgerligt intresseparti för vanligt folk, och som har förståelse för landets utveckling utanför Köpenhamn. Partiet ska föra en stram utlänningspolitik. Något fullständigt partiprogram förelåg inte vid grundandet, men sedan dess har fyra huvudfrågor beskrivits som sammanhållning mellan stad och land, ett skydd för små- och medelstora företag, värdig omsorg för de äldre och en stram utlänningspolitik.